# Hypuralia
Hypuralia, płytki podogonowe – brzuszne wyrostki kolczystych kręgów zrośniętych w jedną płytkę, stanowiących podstawę płetwy ogonowej. Występują u ryb nowopłetwych (Neopterygii). Są to wyspecjalizowane płytki kostne znajdujące się na końcu kręgosłupa, podtrzymujące większość głównych promieni, które tworzą płetwę ogonową. Do płytek podogonowych przyczepiają się stawowo kostne promienie płetwy. Promienie górnego płata płetwy przyczepiają się do końcowych odcinków szkieletu osiowego. 
Hypuralia powstały z przekształcenia i powiększenia łuków naczyniowych kilku ostatnich kręgów ogonowych. Występują w liczbie kilku, do ośmiu u troci. U ryb wyżej rozwiniętych ewolucyjnie (doskonałokostne) ich liczba maleje, u elopsokształtnych występuje 7, u pozostałych zwykle do pięciu. U wielu gatunków (np. makrelowate) hypularia mają tendencję do zrastania się w większe tarcze.